# جيريمي كولمان
جيريمي كولمان (بالإنجليزية: Jeremy Colman)‏ هو موظف مدني بريطاني، ولد في أبريل 1948 في لندن في المملكة المتحدة.